# Svenska mästerskapen i skidskytte 2010
Svenska mästerskapen i skidskytte 2010 arrangerades mellan 30 mars och 1 april 2010 i Lima. Under invigningen var Sixten Jernberg med som talare. Mästerskapet bestod av tre grenar för damer och herrar; sprint, jaktstart och stafett. Nedan följer resultaten i huvudtävlingen, det tävlades i flera åldersklasser under SM.

## Resultat

### Damer

#### Sprint
| Medalj | Tävlande                  | Klubb              |
| Guld   | Anna Carin Olofsson-Zidek | Lillhärdals IF     |
| Silver | Helena Jonsson            | I21 IF             |
| Brons  | Anna Maria Nilsson        | Biathlon Östersund |

#### Jaktstart
| Medalj | Tävlande                  | Klubb             |
| Guld   | Anna Carin Olofsson-Zidek | Lillhärdals IF    |
| Silver | Helena Jonsson            | I21 IF            |
| Brons  | Sofia Domeij              | Örnsköldsviks SSF |

#### Stafett
| Klubb  | Medalj            | Tävlande                                        |
| Guld   | I21 IF            | Helena Jonsson, Jenny Jonsson, Elisabet Högberg |
| Silver | Bore Biathlon     | Emelie Larsson, Chardine Sloof, Elin Mattsson   |
| Brons  | Lima SKG Biathlon | Caroline Westling, Åsa Lif, Madeleine Matsson   |

### Herrar

#### Sprint
| Medalj | Tävlande           | Klubb          |
| Guld   | Fredrik Lindström  | Anundsjö SKF   |
| Silver | Carl Johan Bergman | Ekshärads SF   |
| Brons  | Ted Armgren        | Vilhelmina SSK |

#### Jaktstart
| Medalj | Tävlande           | Klubb          |
| Guld   | Fredrik Lindström  | Anundsjö SKF   |
| Silver | Carl Johan Bergman | Ekshärads SF   |
| Brons  | Ted Armgren        | Vilhelmina SSK |

#### Stafett
| Klubb  | Medalj             | Tävlande                                               |
| Guld   | Ekshärad SF        | Sebastian Wredenberg, David Ekholm, Carl Johan Bergman |
| Silver | Biathlon Östersund | Magnus Jonsson, Mattias Nilsson, Jean-Marc Chabloz     |
| Brons  | Bore Biathlon      | Jonas Eriksson, Henrik Nilsson, Tony Persson           |